# Fara v Chotovinách
Fara v Chotovinách s číslem popisným 2 je barokní budova, vystavěná v 18. století. Od roku 1963 patří mezi kulturní památky.

## Popis
Fara s areálem se nachází v Chotovinách na návrší, jižně od kostela svatého Petra a Pavla. Stavba je patrová s obdélným půdorysem a valbovou střechou, její hlavní průčelí je obráceno k severu. Na severozápadní nároží navazuje ohradní zeď s pilířovou bránou do dvora. V severozápadní části areálu stojí stodola, kolna a chlév. Jižně od areálu se rozprostírá rozlehlá ovocná zahrada. Exteriéry jsou prosté, interiéry dochované.

## Historie
Fara byla vystavěna mezi lety 1780 a 1781 nákladem kardinála Migazziho.